# 韦利比夫卡
50°20′41″N 34°2′17″E / 50.34472°N 34.03806°E
韦利比夫卡（烏克蘭語：Вельбівка），是烏克蘭中部的村莊，隸屬波爾塔瓦州的米爾霍羅德區。該村處於普肖爾河畔，始建於1750年，面積9.67平方公里，海拔高度117米，2001年人口1,379。